# جوناثان غارسيا
جوناثان غارسيا (بالإنجليزية: Jonathan Garcia)‏ هو متزلج سريع أمريكي، ولد في 14 ديسمبر 1986 في هيوستن في الولايات المتحدة.

## وصلات خارجية
- جوناثان غارسيا على موقع SpeedSkatingBase.eu (الإنجليزية)
- جوناثان غارسيا على موقع SpeedSkatingNews.info (الإنجليزية)
- جوناثان غارسيا على موقع SpeedSkatingStats.com (الإنجليزية)
- جوناثان غارسيا على موقع ShortTrackOnLine.info (الإنجليزية)
- جوناثان غارسيا على موقع Rollerstory.net
- جوناثان غارسيا على موقع اللجنة الأولمبية الدولية (الإنجليزية)
- جوناثان غارسيا على موقع أوليمبيديا (الإنجليزية)
- جوناثان غارسيا على موقع اللجنة الأولمبية والبارالمبية الأمريكية (الإنجليزية)